# دروغ و لالایی
دروغ و لالایی (به انگلیسی: Lies and Lullabies) یک فیلم تلویزیونی آمریکایی محصول سال ۱۹۹۳ به کارگردانی راد هاردی از شبکه آی بی سی فیلم در مورد یک زن معتاد به کوکائین باردار، با بازی سوزان دی است. این فیلم در سال ۲۰۰۵ به صورت دی وی دی منتشر شد.

## بازیگران
- سوزان دی . . . کریستینا کینزی
- لورین توسان . . . فلورانس کرافورد
- دی دبلیو موفت . . گابریل
- پایپر لوری . . مارگارت کینزی
- لیزا ریفل . . راشل
- کاتلین یورک . . تری
- گای بوید . . والتر
- اندی رومانو . . قاضی ویندت
- لارنس مونوسن . . کریستوفر بنتلاژ
- الیس بیسلی . . سیندی
- AJ جانسون . . پدربزرگ سیمینگتون
- تیم کلره . . دوک گیبسون-لمپیاسی
- نیل لنر . . ویکتور
- سوندرا بلیک . . خانم ژاکت
- براندون هاموند . . کنی
- ماریا دیاز. . . ساندرا
- کروز . . . سادی
- اشلی گاردنر . . فر
- مری آن مک گری. . . متخصص اطفال
- پل پری . . دکتر بردمن
- لیز واسی . . کلوئه
- جیجی برمینگام. . . کیم
- پرلا والتر . . مادر سادی
- ژان موری . . پرستار
- کری استوبر . . پرستار
- براندون هاموند . . کنی
- جنیفر گرتسمان. . . پرستار
- آس ماسک . . منشی
- برناردو روزا جونیور . . شوهر سدی
- اریکا برایس . . دخترانی که پارتی و مهمانی‌های شبانه می‌روند
- عنبر آدلمان. . . دختر یتیم